# Goulet d'étranglement de population
Pour les articles homonymes, voir Goulot d'étranglement.

Déclin de population suivi de l’extinction ou du rétablissement de l'espèce.

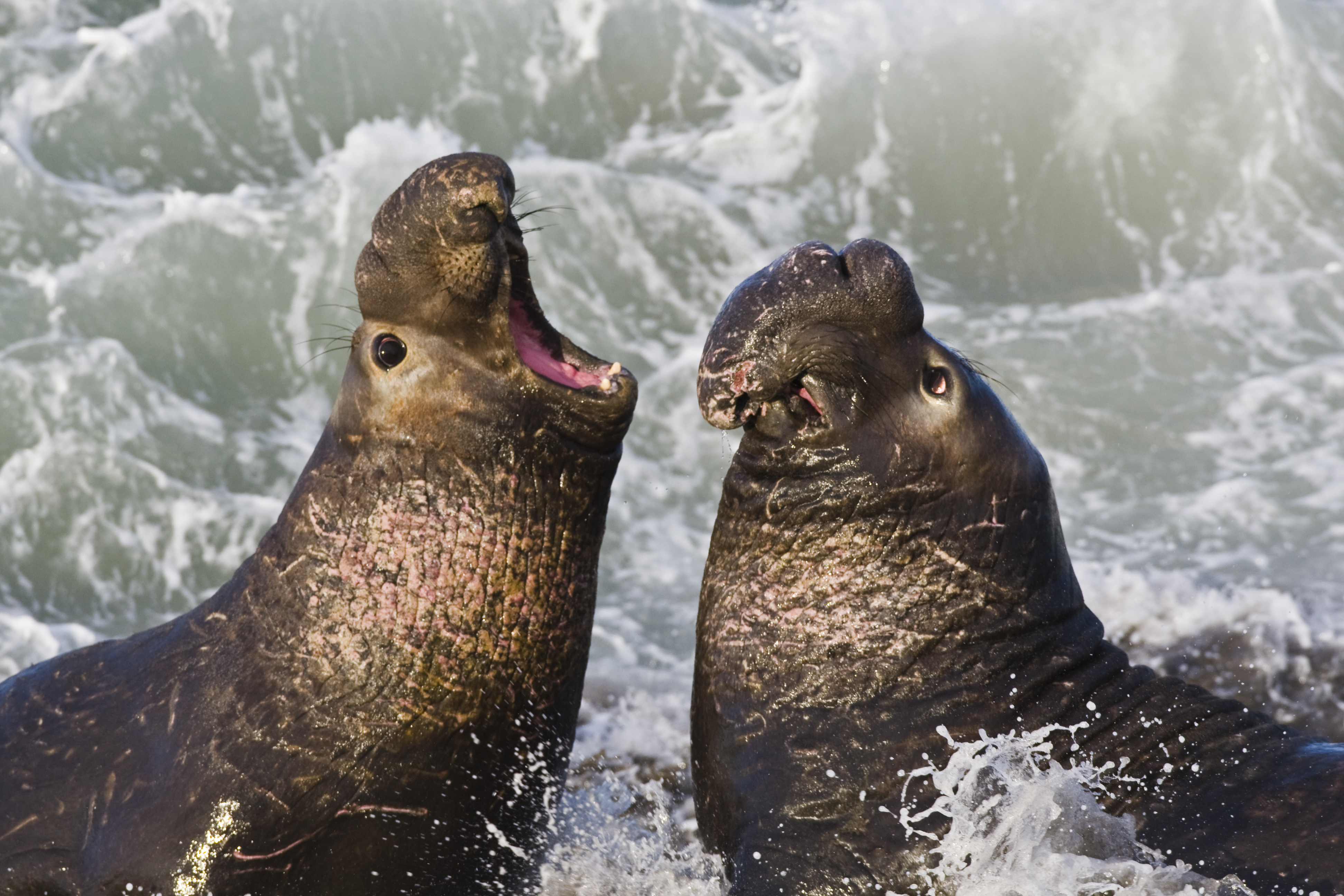
À titre d'exemple, la chasse excessive des éléphants de mer a failli conduire à leur disparition à la fin du XIXe siècle. L'espèce reconstitue ses effectifs, mais reste vulnérable en raison d'une très faible diversité génétique.

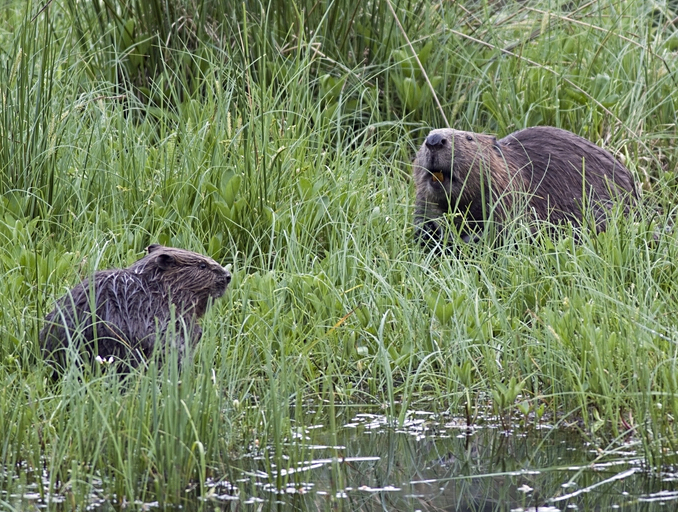
Le Castor fiber a failli disparaitre ; au début du XXe siècle, il n'en restait que quelques centaines dans toute l'Europe. Il a subi un goulot d'étranglement génétique qui l'a rendu vulnérable à la consanguinité. Les nombreuses réintroductions faites en Europe depuis un siècle ont permis à différentes souches de se croiser. Il recolonise désormais les cours d'eau bassin par bassin.

Un goulet d'étranglement de population (ou goulot d'étranglement selon les locuteurs) est, dans l'étude de l'évolution d'une espèce, un épisode de réduction sévère de la population, suivi d'une nouvelle expansion démographique. Il entraine une réduction de la diversité génétique de l'espèce.
Le goulot d'étranglement démographique ne doit pas être confondu avec l'effet fondateur, qui se produit lorsqu'un sous-groupe d'une population s'isole du groupe principal et fonde une nouvelle population. L'effet fondateur se traduit également par une faible diversité génétique de départ.
Une sélection excessive des individus reproducteurs dans une race animale d'élevage entraîne également une réduction de la diversité génétique sans que la taille de la population soit cependant affectée.

## Effets génétiques
Les goulots d'étranglement de population réduisent la diversité génétique, et donc la capacité des populations à s'adapter à de nouvelles contraintes de l'environnement, telles qu'un changement climatique, ou une baisse des ressources disponibles. Ils peuvent éliminer certains allèles qui auraient pu, par sélection naturelle, permettre à l'espèce de s'adapter.
Les goulots d'étranglement de population amplifient les effets de la dérive génétique parmi les survivants, car celle-ci est plus rapide dans les populations de taille réduite. Du point de vue de la sélection naturelle, une mutation utile y prendra une plus grande ampleur relative, surtout si elle augmente sensiblement l'espérance de survie ou de reproduction.
Un goulot d'étranglement majeur fait augmenter fortement la consanguinité dans une population, en réduisant le nombre possible de partenaires. Cela se traduit par une augmentation de l'expression d'allèles récessifs, ce qui peut mener à une dépression endogamique. En fonction de ces allèles et de l'environnement où ils s'expriment, l'espèce pourra éventuellement en sortir mieux adaptée.

## Moyens de mesure
Outre les données historiques disponibles (notamment pour les variétés de plantes cultivées ou les races d'animaux d'élevage ou certaines espèces chassées), il existe des outils dérivés de la génétique et de la biologie moléculaire, notamment basés sur l'utilisation de l'ADN microsatellite. Ces approches permettent notamment de détecter une grande diversité génétique chez des plantes ou animaux sauvages apparemment identiques, ou inversement une homogénéité génétique masquée par une diversité d'apparences.

## Populations humaines

### Homo sapiens
La théorie de la catastrophe de Toba suggère qu'il y aurait eu un goulot d'étranglement de la population humaine à la suite de l'éruption du Toba, en Indonésie, il y a environ 74 000 ans, avec une réduction supposée de la population jusqu'à environ 15 000 individus. Cette éruption aurait provoqué une catastrophe climatique majeure, d'après les traces géologiques qui montrent une variation radicale de la température sur Terre à cette époque (baisse de 3 °C à 3,5 °C de la température moyenne). La théorie de la catastrophe de Toba s'appuie également sur la théorie plus vaste de la modernité comportementale.
Avant les avancées récentes de la génétique des populations, certains auteurs ont avancé l'idée d'une coalescence de certains gènes remontant à cette époque et proposé que cette théorie pourrait expliquer la faible diversité génétique constatée dans l'espèce humaine. Des études plus récentes sur de nombreux gènes ont toutefois montré qu'il existe différents points de coalescence génétique, sur une période allant de 2 millions d'années à 60 000 ans avant le présent, ce qui dément l'existence d'un goulot d'étranglement extrême survenu à cause de l'éruption du Toba.

### Néandertal
La population néandertalienne aurait en revanche pu subir des goulots d'étranglement successifs au moment des maximums glaciaires du Pléistocène moyen, avant de croitre à nouveau pendant les phases de rémission climatique et les périodes interglaciaires.

## Animaux d'élevage
La sélection génétique des races a conduit les éleveurs à utiliser l'insémination artificielle pour bénéficier des meilleurs reproducteurs mâles. L'usage sur une grande population femelle de quelques mâles hautement productifs introduit en quelques générations une perte génétique importante et une consanguinité néfaste à la bonne évolution de la race.
Un exemple a été celui de la race bovine suisse fribourgeoise. Race laitière des alpages, la profession a voulu en faire une race plus mixte dans les années 1930 et a sélectionné un petit nombre de taureaux à bonne conformation bouchère. Malheureusement, l'un d'entre eux était porteur d'une anomalie génétique qui induisait une mortalité anormale chez les veaux nouveau-nés. Un croisement d'absorption a été réalisé avec de la semence de mâles holstein venue d'Amérique et la race a disparu durant les années 1980.
Pour pallier ce risque, les mâles doivent conserver une variabilité génétique importante. Dans la sélection de la race bovine montbéliarde, par exemple, la sélection linéaire a consisté à retenir huit lignées mâles élevées pour optimiser deux ou trois caractères. Les défauts de chacune des lignées sont contrebalancés par leur utilisation sur des femelles complémentaires.